# سیارک ۱۱۱۸۷
سیارک ۱۱۱۸۷ (به انگلیسی: 11187 Richoliver، نامگذاری:1998KO4) یازده هزار و صد و هشتاد و هفتمین سیارک کشف شده‌است که در ۲۲ مه ۱۹۹۸ کشف شد.
قدر مطلق سیارک برابر ۱۴٫۳۰ است.